# 淀江ゆめ温泉
淀江ゆめ温泉（よどえゆめおんせん）は、鳥取県米子市淀江町にある温泉。

## 泉質
- アルカリ性単純温泉
  - 泉温　34℃

## 温泉地
淀江駅から南西に進んだ先にある「伯耆古代の丘公園」内に日帰り温泉施設「白凰の里」が存在する。
まろやかと評判の温泉水を持ち帰りすることも可能。

## 歴史
- 1999年（平成11年）- 開業。
- 2025年（令和7年） - 5月と7月、温浴施設のシャワーなどから基準値を超えるレジオネラ菌を検出。その都度休業[1]。

## アクセス
- JR山陰本線淀江駅から車で約5分。

- 米子自動車道米子IC山陰自動車道淀江IC経由、車で約10分。